# Karate klub Metković
Karate klub Metković osnovan je 13. ožujka 2002. Osnivači kluba su bivši članovi Karate kluba Razvitak koji je prestao djelovati 1991.
Trenutno klub ima oko 100 polaznika u više sekcija: početnici, stariji početnici, napredni, te dvije natjecateljske sekcije. U svim dosadašnjim natjecanjima (što regionalnim, županijskim, turnirima i ostalim natjecanjima) osvojeno je više od 500 medalja.
Klub je punopravni član Hrvatskog karate saveza, Dalmatinskog odbora Hrvatskog karate saveza, te Županijskog dubrovačko-neretvanskog karate saveza.
Klub djeluje u suvremeno opremljenim prostorijama.

## Vanjske poveznice
- Stranice Karate kluba Metković